# Apicia walkeria
Apicia walkeria är en fjärilsart som beskrevs av William Schaus. Apicia walkeria ingår i släktet Apicia och familjen mätare. Inga underarter finns listade i Catalogue of Life.